# Bastiano Mainardi
Bastiano Mainardi (Sebastiano di Bartolo), född omkring 1460, död 1513, var en italiensk målare.
Mainardi var lärjunge och medhjälpare till sin svåger Domenico Ghirlandaio och utförde fresker och tavelbilder i Florens, San Gimignano, Pisa med flera platser. I några av de stora gallerierna som Kaiser Friedrich-Museum finns madonnabilder och porträtt av Mainardi.